# 菲盖罗 (帕库什-迪费雷拉)
菲盖罗 (帕库什-迪费雷拉)是葡萄牙波尔图区的一个堂区。总面积2.57平方公里，总人口2286人，人口密度889.5人/平方公里。